# Erichhütte
Die Erichhütte ist eine Schutzhütte der Sektion Lend-Dienten des Österreichischen Alpenvereins in den Berchtesgadener Alpen. Sie liegt auf 1545 m ü. A. Höhe auf einem Almboden südwestlich unterhalb des Hochkönigs mit schönem Ausblick zu den benachbarten Salzburger Schieferalpen. Die Hütte ist ein beliebtes, leicht erreichbares Ausflugsziel und zugleich für Bergsteiger ein wertvoller Stützpunkt am Hochkönig. Sie ist Ausgangspunkt sowohl für anspruchsvolle Bergtouren und Klettersteige als auch für leichte Höhenwanderungen sowie ein wichtiger Stützpunkt für Weitwanderer auf dem Nordalpenweg. Im Sommer wird die Erichhütte durchgehend bewirtschaftet und bietet zur Übernachtung insgesamt 28 Schlafplätze.

## Geschichte
Die 1907 erbaute Hütte wurde nach dem Gemeindearzt von Taxenbach, Erich Schernthaner (1870–1949) benannt, der 1894 bei der Sektionsgründung von Lend-Dienten mitwirkte. Er war vorwiegend beim Hüttenbau beteiligt, leistete Vorarbeit, beschaffte Baumaterial und kümmerte sich um die Durchführung. Außerdem war er finanziell behilflich und bis ins hohe Alter als Sektionsvorstand tätig.

## Zugänge
- Vom Parkplatz (1250 m) unterhalb des Dientner Sattels, leicht, Gehzeit: 45 Minuten
- Von Dienten-Rohrmoos, leicht, Gehzeit: 1½ Stunden

## Übergänge
- Bertgenhütte (1845 m) über Poschalm, mittel, Gehzeit: 3½ Stunden
- Franz-Eduard-Matras-Haus (2945 m) über Birgkar, schwierig, Kletterstellen im Schwierigkeitsgrad II nach UIAA, teilweise versichert, Gehzeit: 5 Stunden
- Arthurhaus (1500 m) über Wiedersbergeralm, leichter Höhenweg, Gehzeit: 3 Stunden

## Gipfelbesteigungen
- Taghaube (2160 m), mittel, Kletterstellen im Schwierigkeitsgrad I nach UIAA, versichert, Gehzeit: 2 Stunden
- Grandlspitz (2310 m), kurzer Klettersteig
- Hochkönig (2945 m) über Birgkar, schwierig, Kletterstellen im Schwierigkeitsgrad II nach UIAA, teilweise versichert, Gehzeit: 5 Stunden
- Anspruchsvoll: Königsjodler-Klettersteig von der Hochscharte über die Teufelshörndln auf den Hochkönig